# فيلق بانزر السابع والاربعون
فيلق بانزر السابع والاربعون فيلق دبابات من الجيش الألماني في الحرب العالمية الثانية التي كانت تسمى سابقا فيلق XLVII. خاضت تشكيلات مختلفة من الفيلق في الحملة الفرنسية عام 1940، في غزو الاتحاد السوفياتي من 1941 إلى 1944، وعلى الجبهة الغربية من يونيو 1944 حتى أبريل 1945.

## التكوين الأولي
كان التشكيل الأول للفيلق في 20 يونيو 1940، خلال الحملة في فرنسا. تم حل هذا التشكيل بعد ذلك بوقت قصير في 1 يوليو 1940.  تم تشكيل الفيلق مرة أخرى كسلاح آلي في 25 نوفمبر 1940  في المنطقة العسكرية الحادي عشر. تمركز الفيلق الجديد في البداية في ألمانيا كجزء من مجموعة الجيوش ج.

## الجبهة الشرقية
في مايو 1941، كان الفيلق تابعًا لمجموعة بانزر 2 (لاحقًا جيش بانزر الثاني ) وشارك في غزو الاتحاد السوفيتي، عملية بربروسا، في عام 1941. في 21 يونيو 1942، تمت إعادة تسمية الفيلق XLVII Panzer Corps.  بقي الفيلق على الجبهة الروسية حتى مارس 1944، عندما كان متمركزًا في فرنسا.  

## الجبهة الغربية
في عام 1944، تم نقل الفيلق إلى الجبهة الغربية.   شارك الفيلق في هجوم مورتين، وهاجم وسط آردين خلال معركة الثغرة.  تمت إعادة تسمية الفيلق بالجيش Group Lüttwitz في يناير 1945.  في 16 أبريل، استسلم الفيلق مع القوات الألمانية الأخرى في جيب الرور للجيش الأمريكي. 

## الحواشي
1. ↑  www.lexikon-der-wehrmacht.de نسخة محفوظة 14 سبتمبر 2019 على موقع واي باك مشين.
2. ↑  Georg Tessin, "Generalkommando XLVII. Panzerkorps", from CDROM published by VMD as Organisationsgeschichte der deutschen Wehrmacht
3. 1 2 3 4  Mitcham 2006.
4. 1 2  Harrison 1951.
5. ↑  Cole 1965.
6. ↑  MacDonald 1973.